# Sphaerococcopsis umbilicus
Sphaerococcopsis umbilicus är en insektsart som beskrevs av John Wyman Beardsley 1974. 
Sphaerococcopsis umbilicus ingår i släktet Sphaerococcopsis och familjen filtsköldlöss. Inga underarter finns listade i Catalogue of Life.